# Кавазагра (Тревизо)
Кавазагра је насеље у Италији у округу Тревизо, региону Венето.
Према процени из 2011. у насељу је живело 668 становника. Насеље се налази на надморској висини од 28 м.